# Rue Saint-Didier
La rue Saint-Didier est une voie du 16e arrondissement de Paris, en France.

## Situation et accès

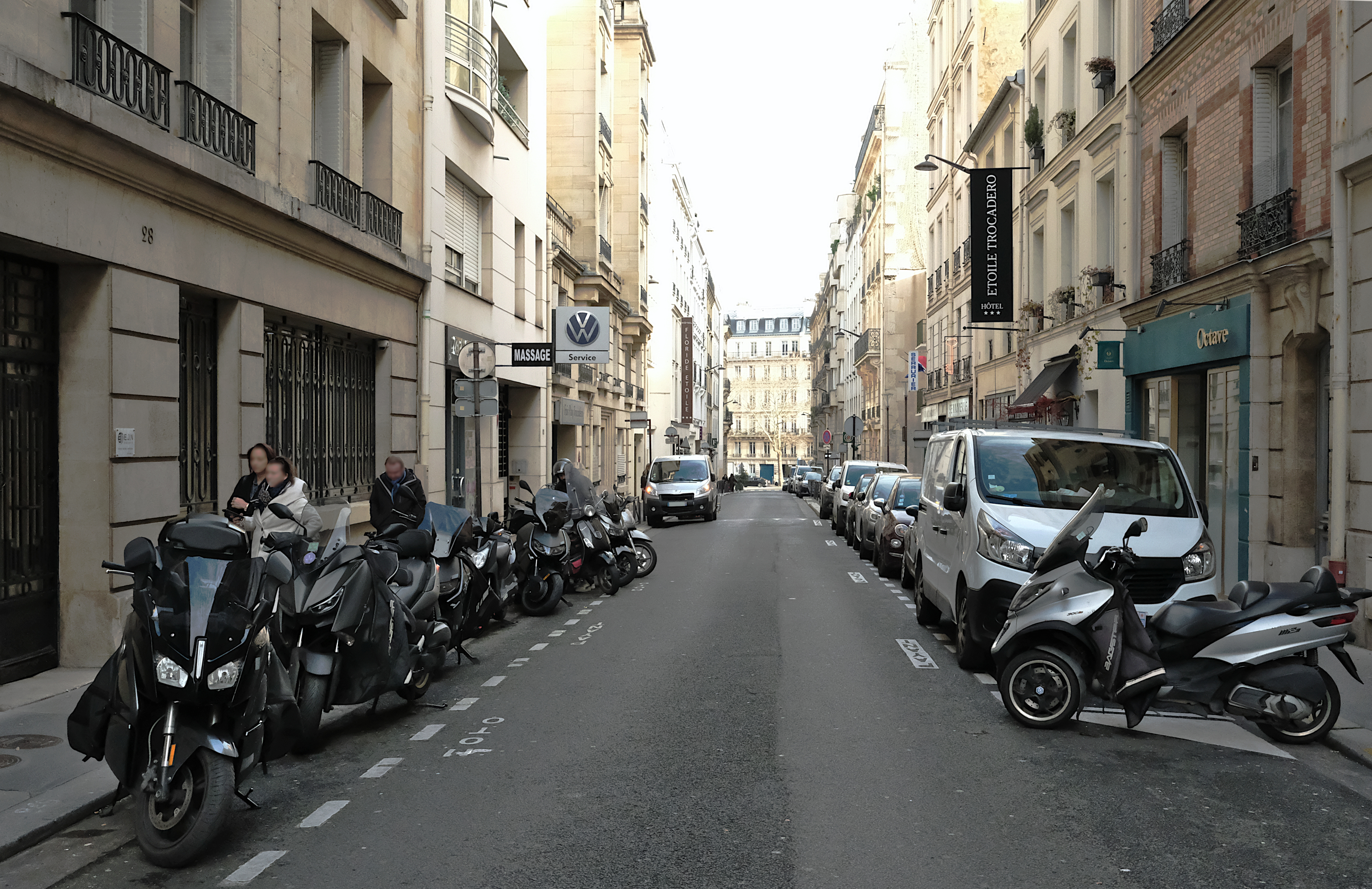
La rue en direction de l'avenue Kléber.

La rue Saint-Didier est une voie publique située dans le 16e arrondissement de Paris. Elle débute au 92, avenue Kléber et se termine au 131, avenue Victor-Hugo.
Le quartier est desservi par la ligne de métro 2 à la station Victor Hugo et par la ligne 9 à la station Rue de la Pompe.

## Origine du nom
Le nom de la rue porte le nom de monsieur de Saint-Didier, un des principaux actionnaires de la Société des terrains de la plaine de Passy, qui l'a ouverte.

## Historique
Cette voie de l'ancienne commune de Passy résulte de la fusion, par un arrêté du 2 avril 1868, de la rue du Télégraphe ainsi nommée par la présence de la station du télégraphe de Chappe, entre les avenues Kléber et de Malakoff et de la rue Saint-Didier entre les avenues Malakoff et Victor-Hugo.

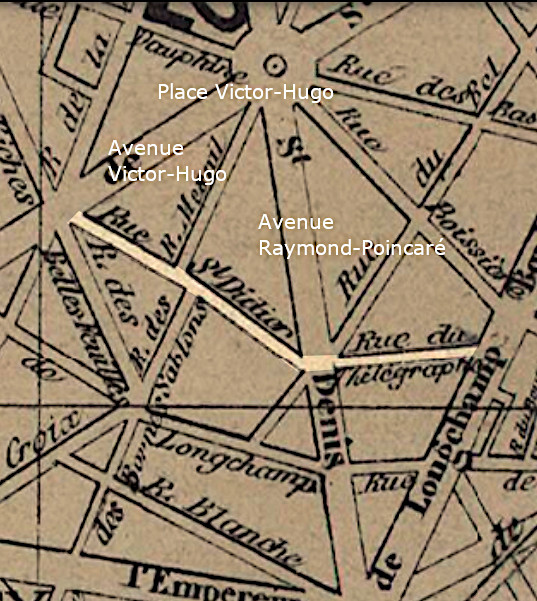
La future rue Saint-Didier sur le plan d'Eugène Lanée de 1861.
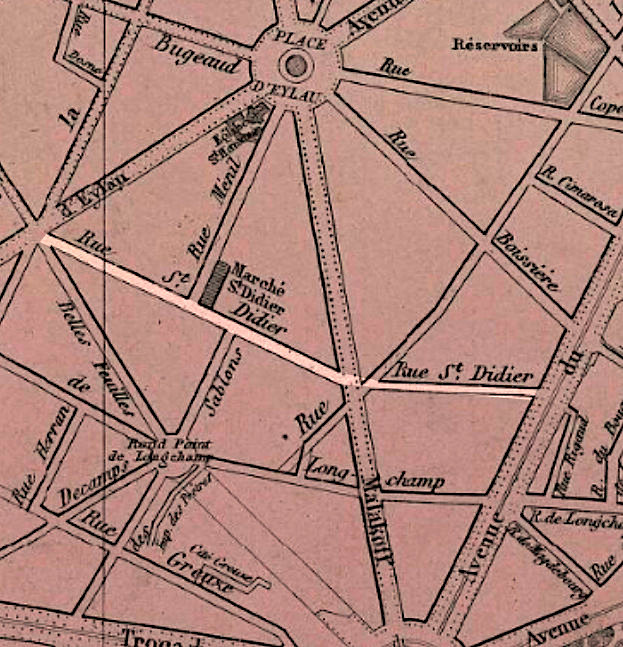
La rue Saint-Didier sur le plan d'Eugène Andriveau-Goujon de 1878.

Ces deux voies qui avaient été tracées en 1825 par la Société des terrains de la plaine de Passy, furent classées dans la voirie parisienne par le décret du 23 mai 1863, avant de fusionner en 1868 comme on vient de le voir.

## Bâtiments remarquables et lieux de mémoire
- No 25 : Carrere Group, la société de production de Claude Carrère, a son siège à cet emplacement.
- Nos 33 bis-35 : le bâtiment, à l'angle avec la rue des Sablons, est construit en 1896 pour abriter un couvent[3]. De 1969 à 2012, il accueille la caserne de la Direction générale de la Gendarmerie nationale (DGGN). Du fait de l'installation de la DGGN au fort d'Issy, le bâtiment est déclassé du domaine public et vendu au promoteur Nexity. En 2015, le groupe immobilier réhabilite le lieu et construit une crèche, des logements sociaux et des logements privés de grand standing, le projet de réhabilitation étant porté par l'architecte Louis Paillard[4].
- Nos 37 : centre commercial des Belles-Feuilles.
- Nos 48 : cinéma Saint-Didier, construit à la place de la Cité des sports. Ouvert en 1937, il ferme en 1960[5]. Le site est remplacé par un immeuble.
- Nos 37 : l'homme politique Léon Gambetta y a loué un petit appartement.
- Nos 58-62 : emplacement de la salle Humbert de Romans (détruite en 1905).
- No 60 : emplacement du Grand Garage Saint-Didier (vers 1925), détenu par Gustave Baehr (1881-1954) - également 12 rue des Sablons. Écurie « Grand Garage Saint-Didier » aux 24 Heures du Mans avec des voitures Chrysler en 1925, 1928 et 1929.
- Nos 65, au croisement avec la rue des Belles-Feuilles et l'avenue Victor-Hugo (no 131 bis), au niveau de la place Jean-Monnet : le 16 janvier 1931 y ouvre le cinéma Victor-Hugo Pathé. La salle en sous-sol compte alors 809 places, dont 307 en balcon. Un bar est aussi installé à l'étage. Les films projetés sont de seconde exclusivité, c'est-à-dire qu'ils ont déjà été diffusés dans les cinémas de l'avenue des Champs-Élysées et des Grands Boulevards. Des travaux ont lieu en 1970 conduisant à la suppression du balcon ; la salle compte maintenant 300 places. Les films y sont désormais projetés en exclusivité mais le cinéma pâtit d'une fréquentation en baisse dans les années 1980, aboutissant à sa fermeture le 29 juillet 1986. Le site accueille désormais un magasin de surgelés. L'immeuble d'origine a néanmoins été conservé[6],[7].
- No 68 : l'écrivain Henri Ghéon y vit de 1934 à 1944 ; une plaque lui rend hommage.
- En 1904, le fabricant de raquettes et maître paumier Émile Broquedis rachète des salles de jeu de paume et de tennis installées rue Saint-Didier. Sa fille Marguerite Broquedis s'y entraîne. En 1912, elle devient la première Française championne olympique[8].
- En lien avec la Mission catholique espagnole installée dans l'église du Cœur-Immaculé-de-Marie de la rue de la Pompe voisine, un foyer de religieuses espagnoles de la rue Saint-Didier accueille durant le XXe siècle des jeunes femmes espagnoles immigrées. Il fait aussi office de bureau de placement[9],[10].

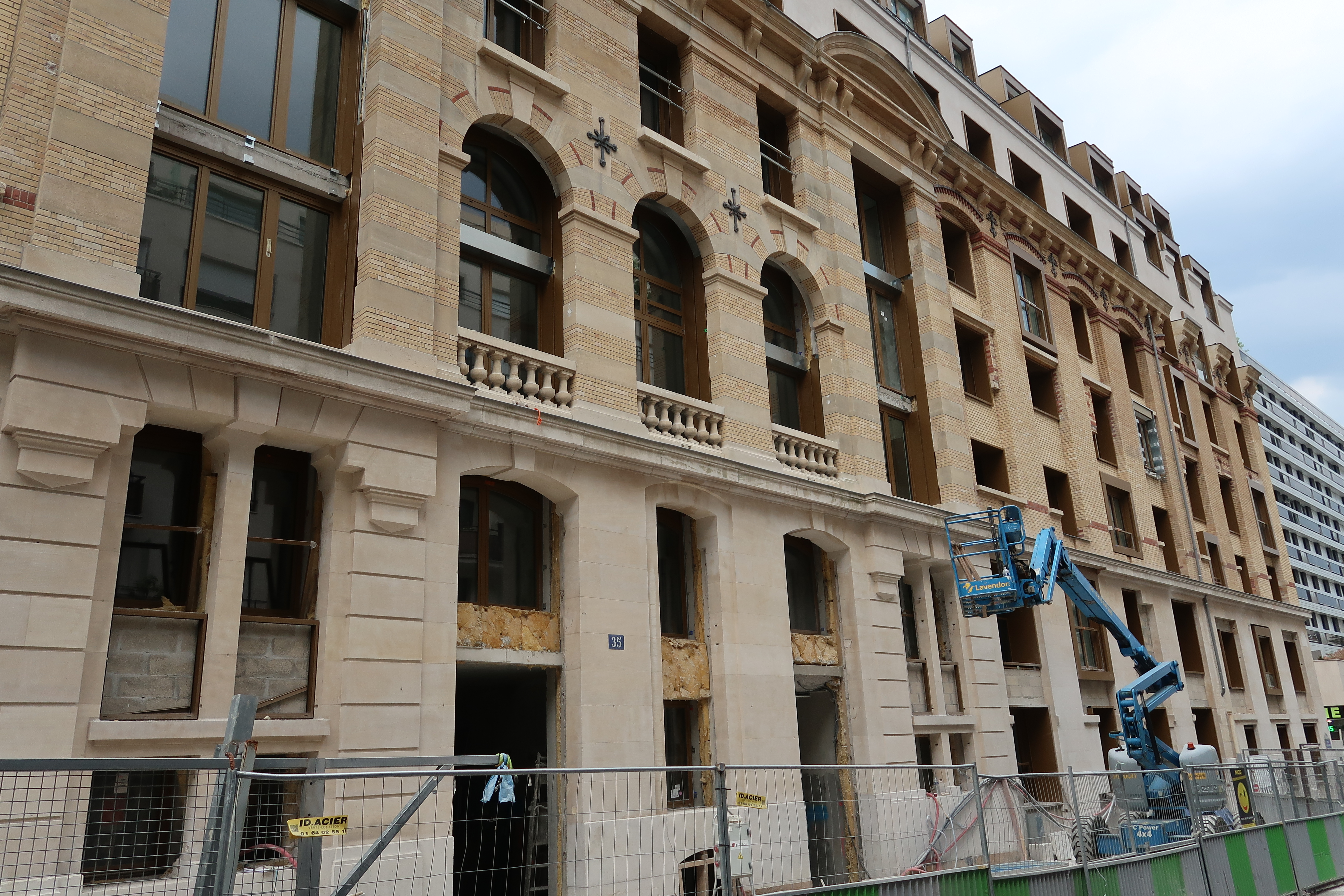
Ancienne caserne.
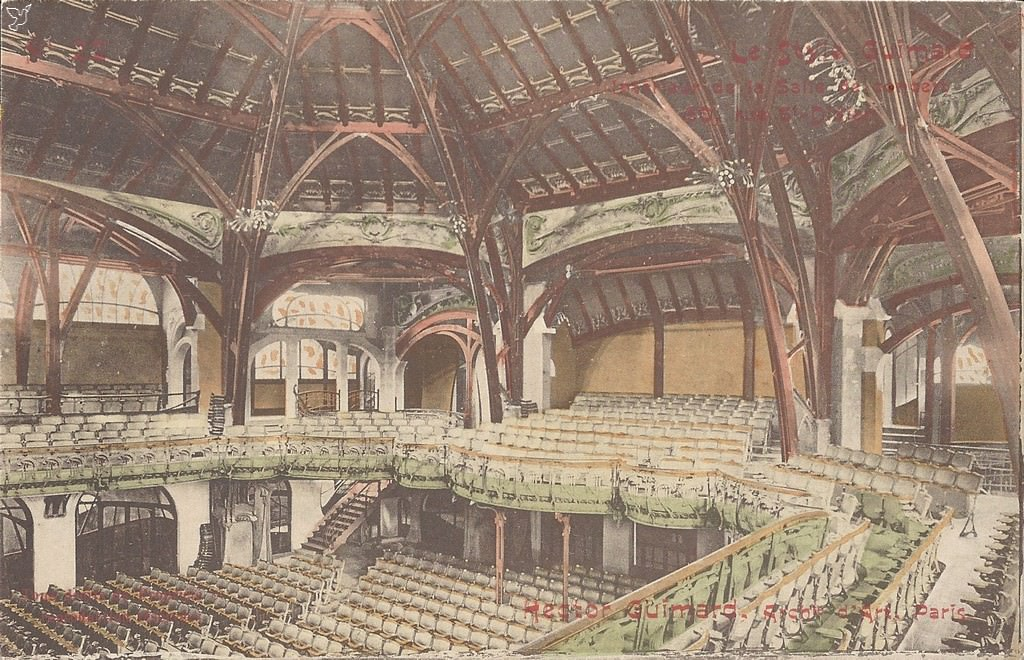
Salle Humbert de Romans.
Actuel no 62.
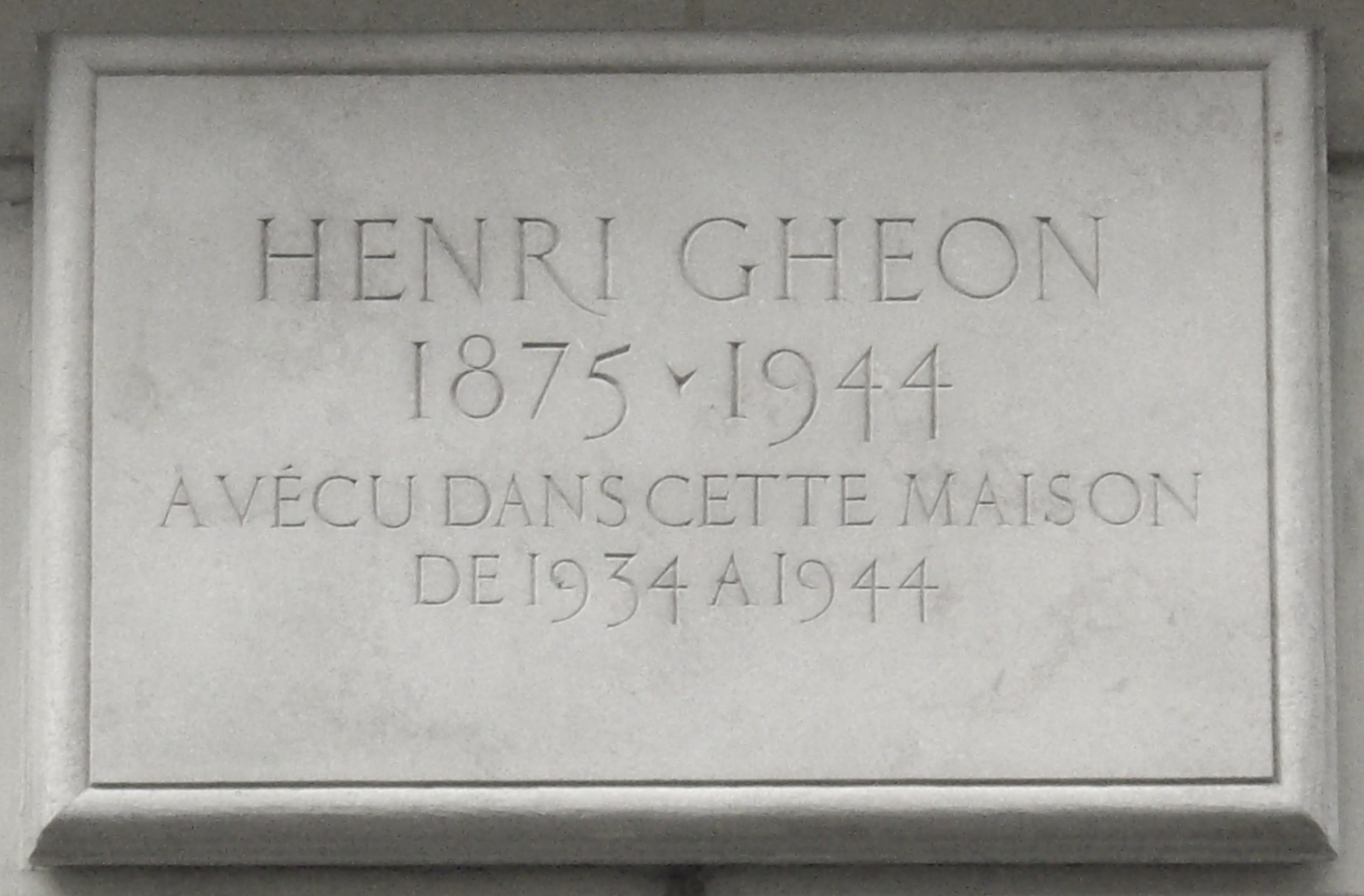
Plaque au no 68.